# 마이클 베레시
마이클 버레스(Michael Berresse, 1964년 8월 15일 ~ )는 미국의 배우, 안무가, 무대 연출가, 무용가이다.
홀리 요크에서 태어났다.

## 영화
- 본 레거시 (2012년) - 래너드 역
- 스테이트 오브 플레이 (2009년) - 로버트 빙햄 역
- A.I. (2001년) - 무대 매니저 역